# Primärprozess

Lustprinzip und seelische Instanzen

Mit Primärprozess werden in mancher psychoanalytischen Literatur alle Vorgänge des unbewussten Seelenlebens bezeichnet, die nach dem Lustprinzip ablaufen. Freud, der den Begriff im letzten Kapitel der Traumdeutung der Sache nach eingeführt hat, spricht in seinem Werk durchgängig von Primärvorgang.
Demgegenüber bestimmen Sekundärprozesse die Beziehung zwischen Vorbewusstem und Bewusstem. Von Primärprozessen wird die frühe Kindheit ganz erfüllt, später sind diese Vorgänge hauptsächlich in Träumen, Phantasievorstellungen und Tagträumen anzutreffen. Die seelische Energie (Libido) fließt bei den Primärprozessen frei von einer Vorstellung zur anderen, bei den Sekundärprozessen sind dabei Zensuren wirksam, die sich im Sinne des Realitätsprinzips in Form von Abwehrvorgängen auswirken. Die Primärprozesse decken sich also weitgehend mit dem Lustprinzip. 

## Charakteristika

### Materialisierte, nicht formalisierte Logik

Vernachlässigung von Gegensatz und Widerspruch durch den Primärprozess. Traumelemente sind „Knotenpunkte“ für vielfache „Vorstellungskreise“ Erich Wulff hat dieses logische Prinzip als Coincidentia oppositorum bezeichnet.

Die Charakteristika des Primärprozesses sind: Verdichtung (Kompression) und Verschiebung der Denkinhalte, Zeitlosigkeit, Fortfall der ausschließenden Logik, zugunsten einer alles verbindenden Logik, die keine Widersprüche kennt (Abb. 2). Der Satz vom Widerspruch gilt also bei den Primärprozessen nicht in einem ausschließenden, sondern in einem verbindenden Sinne des „Sowohl-als-auch“ (Paradoxe Logik nach Erich Fromm). Die seelische Energie (Libido), die sich offenbar gerade an Widersprüchen und Gegensätzen entfaltet, geht von sog. Urmotiven aus. Diese sind im klassischen Falle der frühkindlichen Entwicklung dadurch ausgezeichnet, dass eine Trennung zwischen Subjekt und Objekt noch nicht stattgefunden hat. Die Befriedigung grundlegender biologischer Bedürfnisse wie z. B. der Nahrungsaufnahme ist von der nahezu bedingungslosen Nähe zu Bezugspersonen abhängig, deren verständnisvoller – weder zu strenger noch zu verwöhnender – Umgang gerade in diesem noch labilen Entwicklungsstadium vorausgesetzt wird und entscheidend für die Ausprägung stabiler seelischer Instanzen ist. Der vollzogenen Entwicklung dieser Instanzen entspricht das Instanzen-Modell (Abb. „Lustprinzip und seelische Instanzen“). In den Instanzen werden affektive Beziehungsmuster und erfahrene Handlungsschemata ebenso festgehalten wie in der seelischen Repräsentanz der Bezugspersonen selbst (Imago). Eine ähnliche Differenzierung im Sinne der psychischen Entwicklung ist auch die Ausbildung eines eigenen Körperschemas und damit die Trennung zwischen einer Innen- und Außenwelt, der u. a. die Erfahrung von Hingabe und Trennung der Bezugspersonen zugrunde liegt (Abbildungen). Der Gegensatz zwischen körperlichen und psychischen Bedürfnissen ist für das psychosomatische Spannungsfeld wesentlich. Dies ist das gerade im Falle der Nahrungsaufnahme von größter Bedeutung, wo zu unterscheiden ist zwischen körperlichen (z. B. Nahrungsaufnahme) und seelischen (menschliche Zuwendung und Nähe) Bedürfnissen (Abb.). Im Falle der Traumarbeit oder von Phantasievorstellungen ist die Auseinandersetzung des Ichs mit den Einflüssen der Umwelt in einer ähnlichen Art und Weise herausgefordert.

### Ontogenese und Universalgeschichte
Der Primärprozess ist kennzeichnend für die individuelle menschliche Ontogenese als früheste kindliche Entwicklungsphase. In diesem Sinne ist es entsprechend dem psychogenetischen Grundgesetz erstaunlich, dass die Charakteristik des Primärprozesses auch von der Sprachforschung bestätigt wurde. Hier hat bereits Freud auf den Gegensinn von Urworten hingewiesen. In den ältesten Sprachen gibt es sog. Urworte, die eine in sich gegensätzliche Bedeutung enthalten, so z. B. altgriechisch λὁγος (logos) = leeres Gerede, Geschwätz – Wertschätzung, Vernunft. Insofern kommt die Technik der Traumarbeit auch in der Sprachentwicklung bzw. in der allgemeinen Sprachgeschichte zum Ausdruck. Auch neuerdings ist auf die Oppositionsworte von Jürgen Habermas hingewiesen worden, die „noch die genetisch ältere Eigentümlichkeit einer Vereinigung logisch unvereinbarer, nämlich konträrer Bedeutung bewahrt haben“. Habermas vermutet, dass diese Oppositionsworte auch die Ursituationen der Verhaltens- und Einstellungsambivalenz festhalten. Es kann als Beitrag der Psychoanalyse zur Sprachforschung angesehen werden, dass die scharf umrissene Bedeutung eines Worts sich zuletzt ausformt, d. h. psychoanalytisch ausgedrückt, ein spätes Resultat des Sekundärprozesses ist. In frühen Stadien der individuellen menschlichen wie der stammesgeschichtlich kollektiven Ontogenese dagegen sind primärprozesshafte Vorgänge am Werk, denen ein extensionaler Charakter zukommt, im Extremfall die symbolische Gleichsetzung bzw. Vernachlässigung von Gegensatz und Widerspruch. Sprache steht fraglos mit der spezifisch menschlichen Fähigkeit zur Symbolbildung in engem Zusammenhang.

## Ein bekanntes Beispiel

Die von Freud aufgezeigten Wege der Verschiebung mit dem Resultat der Verdrängung
Die von Mario Erdheim aufgezeigten Mechanismen des Primär- und Sekundärprozesses

Ein bekanntes Beispiel ist das von Freud an sich selbst beobachtete und im Wege der Selbstanalyse dargestellte Vergessen des Eigennamens „Signorelli“. Er meinte damit Luca Signorelli (1441–1523), den Meister von Orvieto. Dieses Vergessen hat Freud in seiner Abhandlung über die Psychopathologie des Alltagslebens ausführlich geschildert. Darin wird der Mechanismus der Verschiebung und der in diesem Falle besonderen Form des Vergessens infolge von Verdrängung aus verständlichen Motiven beschrieben.
Die konkreten Hintergründe waren dabei folgende: Während eines Gesprächs fielen Freud anstelle des richtigen Namens „Signorelli“ hartnäckig die falschen Ersatznamen Botticelli und Boltraffio ein. Er brachte dies in der eigenen Analyse in Verbindung mit verschiedenen für ihn unangenehmen resignativen und z. T. definitiven Mitteilungen und Nachrichten, die er bezüglich mehrerer seiner Patienten erhalten hatte und die um Leben und Tod handelten. Eine dieser Nachrichten vom Freitod eines seiner Patienten hatte er in Trafoi erhalten. Weiter hatte ihm der türkische Angehörige eines Kranken entgegnet: „Herr, was ist da zu sagen? Ich weiß, wenn er zu retten gewesen wäre, hättest Du ihn gerettet.“ Freud war weiter eine Anekdote zur Einstellung der Türken über die Sexualität bekannt: Du weißt ja, Herr, wenn das nicht mehr geht, hat das Leben keinen Wert. Die Fehlleistung Freuds lässt sich anhand der Abbildungen grafisch rekonstruieren. Dazu ist die Verschiebung von Signor zu Herr, die einer Übersetzung aus dem Italienischen entspricht, sowie die Tatsache wesentlich, dass auch beide falsch erinnerte Ersatznamen die von italienischen Malern sind. Freud war auch bewusst, dass der Meister von Orvieto „die großartigen Fresken von den letzten Dingen geschaffen hatte“. Damit sind die wesentlichen Bezüge genannt, die den Weg innerhalb der Subsysteme des Bewusstseins (Vorbewusst, Unbewusst) für die Verdrängung in einem konkreten Falle bei Sigmund Freud kennzeichnen.
Zum Mechanismus des Vergessens bzw. der Verdrängung ist wesentlich, dass Freud hier von einem Motiv ausgeht, was das einfache Vergessen von der Verdrängung unterscheidet. Aber auch die Verschiebung der Denkinhalte bzw. einzelner Elemente (Wortbruchstücke) lässt sich an diesem Beispiel demonstrieren. Dies hat – in Ergänzung zur Selbstanalyse Freuds (Abb.) – Mario Erdheim in übersichtlicher Form getan (Abb.): Das vorbewusste Element „elli“ aus dem Namen „Signorelli“ wird unverändert in den Namen „Botticelli“ übernommen. Auf unbewusste Mechanismen wird zurückgeführt, dass das Element „Signor“ (aus „Signorelli“) zunächst zu „Herr“ verschoben wird und dann zu „Trafoi“ bzw. zu „traffio“. Dieses Element „Herr“ wurde außerdem zu „Bo“ verschoben (ausgehend von der Assoziation „Her“zegowina und „Bo“snien).
Die „Leistung“ des vorbewussten Systems wird von Erdheim als Sekundärprozess identifiziert (ohne Verschiebung), die des unbewussten Systems als Primärprozess (mit Verschiebung). Erdheim bezeichnet die durch primär- und Sekundärprozess elaborierten Produkte, die wieder Inhalte des Bewusstseins geworden sind als Phantasmen. Ein solches Phantasma sei auch die hartnäckige Produktion der Ersatznamen Botticelli und Botraffio im Falle Freuds.

## Enantiodromie
Die in obiger Abbildung „Vernachlässigung“ dargestellte Vereinigung von Gegensätzen rein begrifflicher bzw. auch ontologischer Art in der Dyade wurde von C.G. Jung als Enantiodromie bezeichnet. Dieser Terminus geht auf Heraklit zurück. In dem Ausgleichungsprozess zwischen Gegensätzen ist auch nach Jung ein Grundprinzip der Psychodynamik zu erkennen, ähnlich dem der Physik. Auch hier wird Energie – ähnlich wie in der Physik – nur im Ausgleich der Gegensätze etwa zwischen hoch und tief oder heiß und kalt usw. gewonnen.

## Konkretismus
Jung hat den Terminus des Primärprozesses nicht gebraucht, dafür aber ähnliche Phänomene mit Begriffen wie Konkretismus und Participation mystique beschrieben. Jung verweist in diesem Zusammenhang auf die Arbeiten von Lucien Lévy-Bruhl (1857–1939), der für die logischen Auffälligkeiten des archaischen Denkens die Bezeichnung Prälogik geprägt hat.